# 南店水库
南店水库是中国安徽省滁州市定远县境内的一座水库，位于淮河支流池河上，建于1972年。水库正常库容为885万立方米，集雨面积为32平方千米，海拔为51米。